# Transport drogowy

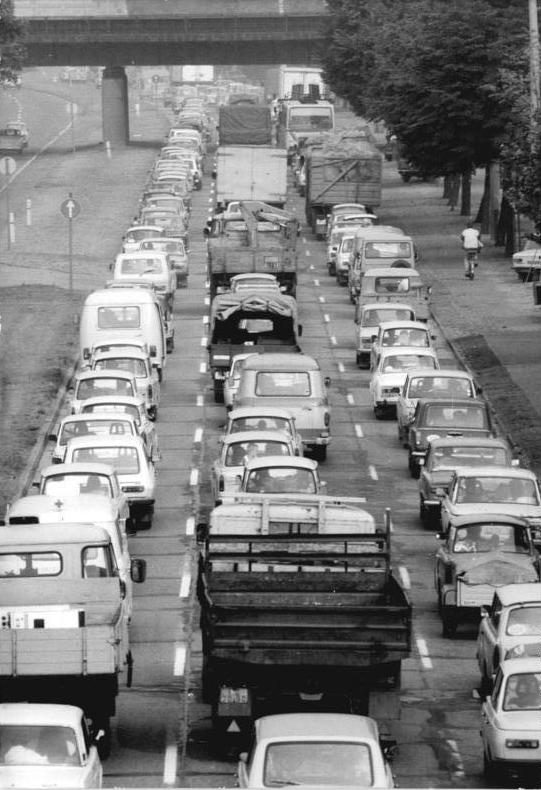
Transport drogowy (1988)

Transport drogowy – jedna z gałęzi transportu, w której ładunki i pasażerowie przemieszczają się po drogach lądowych przy pomocy kołowych środków transportu (np. pojazdów samochodowych). Usługi transportowe odbywające się z wykorzystaniem tej gałęzi transportu świadczone są przez przewoźników drogowych.
Do zalet transportu drogowego zalicza się m.in. możliwość dowiezienia ładunku lub pasażera bezpośrednio na miejsce przeznaczenia (wysoka dostępność tzw. zasada „od drzwi do drzwi”). Natomiast wady to m.in. energochłonność i szkodliwy wpływ na środowisko naturalne.
Gałąź ta posiada najbardziej rozbudowaną sieć dróg.

## Charakterystyka
Transport samochodowy jest jedną z najważniejszych gałęzi transportu. Przykładowo w krajach UE-27 odpowiada on za 45,6% wykonanej pracy przewozowej. Poniższa tabela prezentuje jego wybrane charakterystyki dla wybranych państw.
| Charakterystyka                                                     | EU-27 (2005) | USA (2005) | Japonia (2005) | Chiny (2005) | Rosja (2006) | Polska (2007) |
| ------------------------------------------------------------------- | ------------ | ---------- | -------------- | ------------ | ------------ | ------------- |
| Drogi twarde (długość) 1000 km                                      | 5000         | 6430       | 942            | 1931         | 722          | 258,9         |
| Drogi twarde (gęstość) km/100 km²                                   | 115,6        | 66,8       | 249,3          | 20,1         | 4,23         | 82,8          |
| Autostrady (długość) 1000 km                                        | 61,6         | 194,5      | 17             | 41           | 29           | 0,66          |
| Autostrady (gęstość) km/100 km²                                     | 1,42         | 2,01       | 4,5            | 0,43         | 0,17         | 0,2           |
| Praca przewozowa (ładunki) mld tkm                                  | 1887,6       | 1888,2     | 335,0          | 869,3        | 200,9        | 159,5         |
| Praca przewozowa (ładunki) udział procentowy                        | 45,6%        | 32,9%      | b.d.           | 10,8%        | 4,2%         | 59,7%         |
| Praca przewozowa (pasażerowie) samochody osobowe mld pkm            | 4601,7       | 7253,5     | 738,0          | 929,2        | b.d.         | patrz niżej   |
| Praca przewozowa (pasażerowie) autobusy/autokary/trolejbusy mld pkm | 522,6        | 226,8      | 88,0           | patrz wyżej  | 138,8        | 27,4          |

## Typy transportu drogowego
Ustawa o transporcie drogowym w rozdziale 1, art. 4 wprowadza podziały transportu drogowego:
- według kryterium działalności gospodarczej:
  - transport zarobkowy
  - transport niezarobkowy – prowadzony na potrzeby własne
- według kryterium terytorialnego
  - krajowy transport drogowy – transport zarobkowy charakteryzujący się tym, że całość przewozów odbywa się przy zastosowaniu pojazdów samochodowych lub zespołów pojazdów zarejestrowanych w kraju, na drodze, której początek, koniec oraz trasa przejazdu znajdują się na terytorium Rzeczypospolitej Polskiej.
  - międzynarodowy transport drogowy[11] – podobne wymagania jak w transporcie krajowym z tą różnicą, że punkt początkowy lub docelowy może znajdować się poza granicami kraju.

Transport drogowy może być częścią składową mieszanych gałęzi transportu, takich jak: transport kombinowany, transport bimodalny, transport multimodalny, transport intermodalny czy też transport współmodalny. Jest również elementem transportu miejskiego.

## Infrastruktura

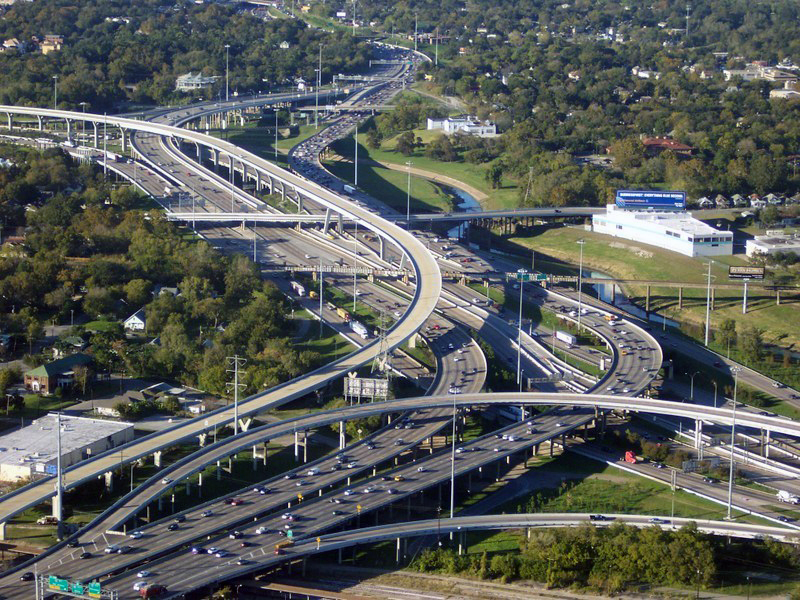
Infrastruktura transportu drogowego

Na infrastrukturę drogową składają się następujące pozycje:
- grunt,
- roboty drogowe przed ułożeniem nawierzchni,
- roboty związane z nawierzchnią i pomocnicze,
- konstrukcje budowlane: mosty, przepusty, wiadukty, tunele, budowle chroniące przed lawinami i spadającymi skałami, osłony śniegowe itd.,
- przejazdy kolejowo–drogowe,
- znaki drogowe i urządzenia sygnalizacyjne i łącznościowe,
- urządzenia świetlne,
- urządzenia do poboru opłat, parkometry,
- budynki wykorzystywane przez dział infrastruktury.

Infrastrukturę transportu samochodowego podzielić można analogicznie jak infrastruktury innych gałęzi transportu na infrastrukturę liniową (drogi) i punktową – np. węzły drogowe, przystanki autobusowe, centra logistyczne i punkty przeładunkowe, jak również mające charakter pomocniczy, np. parkingi, stacje benzynowe, myjnie samochodowe czy też stacje kontroli pojazdów lub stacje obsługi pojazdów (warsztaty).

### Infrastruktura liniowa
Podstawowy podział dróg obejmuje drogi gruntowe i drogi twarde. Inna klasyfikacja zakłada podział na ogólnodostępne na określonych warunkach drogi publiczne oraz drogi niepubliczne (wewnętrzne, prywatne).
Oprócz tego wyróżnić można jeszcze trzy podziały dróg publicznych, według następujących kryteriów:
1. Kryterium funkcji w sieci drogowej[14]:
  1. krajowe – mogące stanowić również odcinki dróg międzynarodowych
  2. wojewódzkie
  3. powiatowe
  4. gminne
  5. lokalne
  6. miejskie (ulice)
  7. zakładowe
2. Kryterium stopnia dostępności i obsługi przyległego terenu:
  1. autostrady – dostęp do nich jest zapewniony wyłącznie dla pojazdów samochodowych przez węzły na przecięciach z wyselekcjonowanymi drogami publicznymi, ruch bezkolizyjny, zawsze wyposażone we dwie, trwale rozdzielone jezdnie jednokierunkowe
  2. drogi ekspresowe – dostęp zapewniony jest przez węzły, jak i przez skrzyżowania jednopoziomowe, dopuszcza się kolizje, które mogą wystąpić na jednopoziomowych skrzyżowaniach lub przecięciach z niektórymi drogami publicznymi, może być drogą dwu lub jednokierunkową, zależnie od wielkości natężenia ruchu
  3. drogi ogólnodostępne (jedno- lub dwujezdniowe) – wszystkie pozostałe, które można zaliczyć do dróg na podstawie pierwszego kryterium
3. Kryterium kwalifikacji technicznej:
  1. klasy I – autostrady i drogi o podobnych parametrach (np. międzynarodowe)
  2. klasy II – magistrale przeznaczone wyłącznie dla pojazdów samochodowych
  3. klasy III – drogi jednojezdniowe, ruch mieszany o znaczeniu ogólnokrajowym lub międzynarodowym
  4. klasy IV – ruch mieszany o znaczeniu regionalnym lub wewnątrz-regionalnym
  5. klasy V – drogi lokalne

## Środki transportu

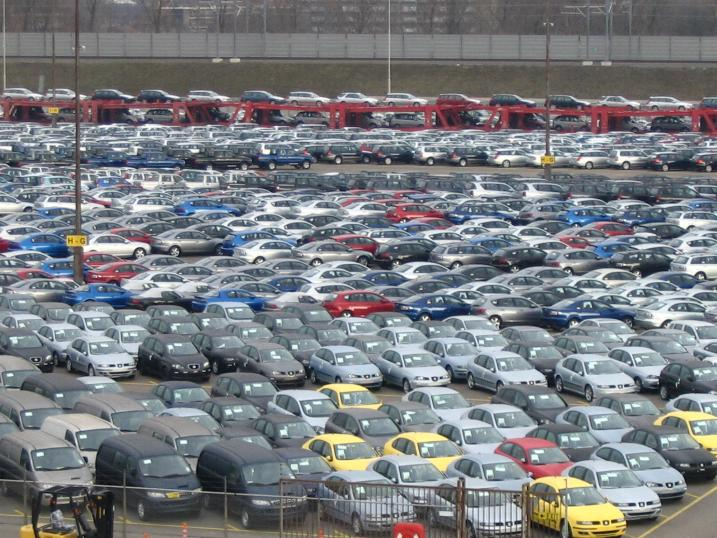
Środki transportu

Podstawowy podział środków transportu obejmuje środki przeznaczone do przewozu osób oraz środki przeznaczone do przewozu ładunków. Aczkolwiek należy zauważyć, iż środki zaliczane do pierwszej grupy zazwyczaj posiadają pewną przestrzeń przeznaczoną na transport ładunków i vice versa. Istnieją również rozwiązania pośrednie – pojazdy przystosowane do przewozu zarówno osób, jak i ładunków (samochody towarowo-osobowe).
Środki transportu do przewozu osób podzielić można na indywidualne środki transportu oraz środki transportu zbiorowego. Do pierwszej grupy można zaliczyć np. rowery, motorowery, motocykle oraz samochody osobowe. Do drugiej natomiast autobusy (wszelkich rozmiarów od mikrobusów, po autobusy duże), autokary oraz trolejbusy. Specyficzną funkcję w indywidualnych przewozach osób pełnią taksówki. Innym ciekawym środkiem transportu wykorzystywanym do przewozu osób jest autobus torowy. Łączy on niektóre zalety transportu szynowego i transportu drogowego. Na uwagę zasługuje również koncepcja car-poolingu mająca na celu zwiększenie ilości osób przemieszczających się jednocześnie w jednym środku transportu, co przyczynia się do ograniczenia efektu kongestii na drogach (szczególnie w miastach), a tym samym do ograniczenia negatywnego wpływu na środowisko naturalne.
Środki transportu do przewozu ładunków to m.in. wszelkiego rodzaju samochody dostawcze, samochody ciężarowe (o nadwoziu uniwersalnym, specjalizowanym albo specjalnym), ciągniki oraz pociągi drogowe. Wyróżnia się trzy technologie przewozu ładunków: uniwersalną, specjalizowaną i zunifikowaną. W zależności od przystosowania do określonej technologii, poszczególne pojazdy posiadają różnice w budowie.
Inny podział środków transportu uwzględnia pojazdy silnikowe oraz pojazdy bezsilnikowe (przyczepy i naczepy).
Spośród środków transportu drogowego o znaczeniu raczej historycznym wyróżnić można pojazdy zaprzęgowe.
Wytwarzaniem kołowych środków transportu zajmuje się przemysł środków transportu.

## Uwarunkowania prawne
Transport drogowy jest jedną z bardziej uregulowanych prawnie sfer działalności człowieka. Jest obiektem regulacji szeregu konwencji międzynarodowych, jak również prawodawstwa krajowego.

### Konwencje i regulacje międzynarodowe
- Konwencja wiedeńska o ruchu drogowym[16] – regulująca zasady poruszania się po drogach
- Konwencja CMR[17] – określająca wzór międzynarodowego listu przewozowego
- Konwencja ADR[18] – dotycząca transportu materiałów niebezpiecznych
- Konwencja TIR[19] – dotycząca tranzytu towarów samochodami ciężarowymi w transporcie międzynarodowym
- Konwencja ATP[20] – dotycząca przewozów towarów szybko psujących się
- Konwencja AETR[21] – dotycząca czasu pracy kierowców
- Umowa INTERBUS[22] – dotycząca międzynarodowych przewozów pasażerskich

### Regulacje krajowe
Z regulacji krajowych na terenie Polski wyróżnić można:
- Ustawa o transporcie drogowym[10] – regulująca zasady prowadzenia zarobkowego transportu drogowego oraz zasady działania Inspekcji Transportu Drogowego
- Ustawa „Prawo przewozowe”[23] – określająca wzory listu przewozowego, innych dokumentów oraz zasady zawierania umów o przewóz
- Ustawa o czasie pracy kierowców[24] – będąca dopełnieniem konwencji AETR

Oprócz powyższych wymienić można również kodeksy drogowe, które regulują zasady poruszania się po drogach – zarówno pod względem organizacyjnym, jak i technicznych wymagań stawianych pojazdom.

## Organizacje
Jedną z ważniejszych międzynarodowych organizacji skupiających podmioty związane z transportem drogowym (np. krajowe zrzeszenia transportu drogowego, producenci pojazdów) jest założona w 1948 roku Międzynarodowa Unia Transportu Drogowego. Skupia ona 180 członków z 74 państw i odpowiada m.in. za reprezentowanie interesu przewoźników drogowych, jak również jest międzynarodowym poręczycielem karnetów TIR.
Oprócz działalności organizacji międzynarodowych, istnieją także firmy, które zwracają uwagę na istotne aspekty infrastruktury drogowej oraz warunki sprzyjające kierowcom. Poprzez analizy i rankingi badają one m.in. jakość dróg, bezpieczeństwo oraz dostępność udogodnień dla uczestników ruchu drogowego. Przykładem takich inicjatyw jest opracowanie rankingu miast przyjaznych kierowcom, który pozwala lepiej zrozumieć wyzwania, przed jakimi stoją użytkownicy dróg w różnych regionach.

## Transport drogowy a środowisko i klimat
Transport jest ważnym źródłem emisji gazów cieplarnianych. W UE prawie 30% emisji CO
2 pochodzi z sektora transportowego, z czego aż 72% z transportu drogowego. Największym źródłem emisji CO
2 w transporcie drogowym są samochody osobowe (60,7%).
Nadmiar gazów cieplarnianych w atmosferze prowadzi do podnoszenia się temperatury na ziemi, a co za tym idzie – zmian klimatycznych. Gazy cieplarniane emitowane przez pojazdy spalinowe to przede wszystkim ozon troposferyczny i dwutlenek węgla. Wielkość emisji zależy od rodzaju napędu. Pojazdy napędzane dieslem emitują kilkanaście razy więcej szkodliwych pyłów od pojazdów z silnikiem benzynowym. Aż 50% diesli jeżdżących po polskich drogach diesli emituje więcej dwutlenku węgla, niż jest to deklarowane przez producentów i sprzedawców pojazdów.

### Wpływ emisji z pojazdów drogowych z silnikiem spalinowym (szczególnie z silnikiem Diesla) na środowisko
Podział ze względu na rodzaj zanieczyszczenia:
- Tlenki azotu (NO
x) tworzą m.in. związki kwasowe, które po przedostaniu się z powietrza do wody i gleby zakwaszają je, negatywnie wpływając na całe ekosystemy. Związki kwasowe hamują/uniemożliwiają wzrost i rozwój roślin. Dotyczy to również roślin uprawnych, czyli poziom zanieczyszczenia powietrza przekłada się m.in. na ilość i jakość pożywienia roślinnego dla ludzi.
- Ozon troposferyczny ma negatywny wpływ nie tylko na zdrowie ludzi i innych zwierząt, ale też na zdrowie roślin. Wnika w komórki roślin i zmniejsza ich odporność na choroby, warunki atmosferyczne i aktywność owadów oraz na inne zanieczyszczenia powietrza i wody. Ogranicza ich wzrost oraz zdolność do fotosyntezy. W dalszej konsekwencji, przewlekła ekspozycja roślin na wysoki poziom ozonu troposferycznego prowadzi do zaniku bioróżnorodności, zmian habitatu i zmian w poziomie nawodnienia gruntów.
- Pyły zawieszone PM10 i PM2,5 mogą być przenoszone przez wiatr na dalekie odległości, dostają się do wód i gleby, a za ich pośrednictwem do wody pitnej i żywności.

Działanie cząsteczek stałych/pyłów zawieszonych na wody i glebę:
- zakwaszanie zbiorników wodnych: naturalnych i sztucznych,

- zmiana składu wody i stopnia jej przydatności do spożycia przez ludzi i zwierzęta oraz wykorzystania przez rośliny,

- uszkadzanie roślin w naturalnych ekosystemach i w uprawach,

- negatywny wpływ na bioróżnorodność.

### Udział pojazdów z silnikiem Diesla w transporcie drogowym w Polsce i Unii Europejskiej
Według raportu ACEA, w 2020 roku w Polsce:
- Zarejestrowane były 25 113 862 samochody osobowe (o 3,1% więcej niż w 2019).
- 40,2% stanowią samochody z silnikiem Diesla.
- Średni wiek pojazdów w Polsce szacowany jest na 14,3 lat.
- Jest ok. 1,2 mln samochodów dostawczych (największa flota w Europie).

W całej UE zdecydowana większość pojazdów dostawczych i ciężarowych ma silnik Diesla – aż 96,3%. Podobnie jest w przypadku autobusów – 93,5% to diesle, bezemisyjne autobusy elektryczne stanowią jedynie 0,9% wszystkich autobusów w Unii. W Polsce sytuacja w grupie pojazdów ciężarowych wygląda lepiej – diesle mają 71% udziału w parku samochodowym, w 2019 zarejestrowanych było 2 906 103 ciężarówek z tym rodzajem napędu. Autobusy z napędem dieslowskim w 2019 stanowiły 80% parku samochodów, po polskich drogach jeździło 97 330 autobusów z silnikiem Diesla.

### Transport rowerowy
W badaniu z 2011 r. przeprowadzonym przez Europejską Federację Cyklistów (European Cyclists’ Federation – ECF) porównano średnie emisje rowerów zwykłych i elektrycznych z innymi środkami transportu, biorąc przy tym pod uwagę środowiskowy koszt ich produkcji oraz użytkowania. W przypadku rowerów uwzględniono też dodatkowy wydatek energetyczny samych użytkowników w postaci spalonych kalorii. Według obliczeń emisja na każdy kilometr pokonany zwykłym rowerem wynosi 21 gramów CO
2, a rowerem elektrycznym 1 gram więcej. W przypadku samochodów wynik to 271 gram na kilometr na osobę oraz 101 gram na kilometr na pasażera autobusów.

## Transport drogowy a zdrowie człowieka
Pojazdy spalinowe emitują zanieczyszczenia, które są szkodliwe dla zdrowia człowieka. Udowodniono, że zanieczyszczenia z pojazdów napędzanych dieslem są czynnikiem ryzyka dla raka płuc.
Długofalowo, przy nadmiernej ekspozycji, dwutlenek azotu jest czynnikiem ryzyka chorób nowotworów płuc i piersi. Zaostrza objawy alergii, zwiększa podatność na infekcje układu oddechowego. W trakcie ekspozycji NO2 działa drażniąco na spojówki i śluzówki nosa oraz gardła.
W 2019 roku udowodniono wpływ dwutlenku azotu na rozwój astmy u dzieci żyjących w miastach. Szacuje się, że ok. 1,85 mln nowych przypadków astmy dziecięcej w 2019 było powiązanych z ekspozycją na zanieczyszczenia zawierające NO2.

## Rakotwórcze zanieczyszczenia z transportu drogowego
Podejrzenia co do rakotwórczego działania spalin z pojazdów napędzanych dieslem pojawiły się w Stanach Zjednoczonych już w drugiej połowie lat 80. W 2012 roku Światowa Organizacja Zdrowia uznała, że zgromadzone dotąd dane epidemiologiczne są wystarczające, żeby uznać zanieczyszczenia ze spalania paliwa diesel za rakotwórcze. Została im przyznana Grupa I – związek powoduje raka u ludzi.
Systematycznie pojawiają się nowe dane naukowe potwierdzające tę opinię oraz wskazujące na korelację między poziomem zanieczyszczeń powietrza pochodzących ze spalania paliw kopalnych a zwiększonym ryzykiem zachorowania na inne niż nowotwór choroby i dolegliwości.
W 2021 roku, po kilkunastu latach od ostatniej aktualizacji, opublikowano nowe wytyczne WHO. Zaktualizowane rekomendacje opierają się na zestawieniu obszernych danych dotyczących zdrowia i śmiertelności z informacjami dotyczącymi poziomu zanieczyszczeń w powietrzu w określonych obszarach świata.

## Transport a społeczeństwo
Donald Appleyard w swojej książce Livable Streets przedstawił pogłębione porównanie trzech podobnych ulic w San Francisco, które różniły się przede wszystkim natężeniem ruchu. Pierwszą, przez którą przejeżdżało dziennie około 2000 aut, Applyeard nazwał ulicą Spokojną. Ulicą Przeciętną przejeżdżało dziennie 8000 samochodów, ulicą Ruchliwą 16 000. Appleyard ustalił, że mieszkańcy ulicy Spokojnej mówią, że panują tam bliskie więzy sąsiedzkie, a „terytorium” mieszkańców – teren, który uważali za swój własny – roztaczało się na całą szerokość drogi. Ludzie przystawali na chodniku albo przed drzwiami domów na pogawędkę, w pobliżu bawiły się dzieci. Z kolei na ulicy Ruchliwej nie istniało poczucie więzi, a mieszkańcy postrzegali ją przede wszystkim jako drogę tranzytową między swoim domem i innym punktem. Według badań Appleyarda mieszkańcy ulicy Spokojnej mieli 3 razy więcej bliższych znajomych i 2 razy więcej dalszych znajomych wśród sąsiadów niż mieszkańcy ulicy Ruchliwej. Im większe było natężenie ruchu, tym bardziej w oczach mieszkańców malało ich „terytorium”.
Istnieją późniejsze prace, które potwierdziły wnioski Appleyarda. Przedmiotem przeprowadzonego w 2008 r. w Bristolu badania też były trzy ulice, ale różnice w natężeniu ruchu były jeszcze większe: od 14 000 do 21 000 samochodów dziennie. Mieszkańcy najspokojniejszej z analizowanych ulic deklarowali, że stanowią wspólnotę, mieli też 2 razy więcej dalszych znajomych i 5 razy więcej bliższych znajomych niż ci, których domy stały przy najbardziej uczęszczanej ulicy.

## Koszty społecznezanieczyszczeń powietrza pochodzących z transportu drogowego
Niektóre konsekwencje zanieczyszczenia powietrza w miastach można wycenić w kontekście wartości rynkowej świadczeń medycznych, inne nie podlegają łatwej monetyzacji, mimo że znacznie wpływają na dobrostan jednostek. Są to np. ograniczona możliwość spędzania czasu na świeżym powietrzu, która, pośrednio, źle wpływa na zdrowie psychiczne i fizyczne, strach o zdrowie własne i najbliższych.
Straty związane z dobrostanem, np. zdrowiem, wolnością, nie podlegają w jasny sposób prawnym definicjom własności i nie mają jasno określonej wartości rynkowej. WHO i UE posługują się określeniem „prawo do oddychania świeżym powietrzem” i uważa je za wynikające z prawa do ochrony zdrowia zawartego w Powszechnej Deklaracji Praw Człowieka.
Przedstawiciele i przedstawicielki nauk ekonomicznych wyceniają uszczerbek na zdrowiu i dobrostanie, powstały wskutek zanieczyszczeń powietrza. Na przestrzeni ostatnich 20 lat powstały modele obliczeniowe oparte na wskaźnikach odnoszących się do korzyści i strat dla jednostek i gospodarki.
Jest to niezbędne, ponieważ oszacowanie kosztów gospodarczych skutków określonych zjawisk pozwala państwom na przygotowanie się do konkretnych wydatków i zabezpieczenie odpowiedniej kwoty w budżecie państwa na ochronę zdrowia. Jest to istotne również w kontekście prognoz demograficznych czy przewidywanych rocznych kosztów świadczeń społecznych (np. zasiłki chorobowe).

## Koszty społeczne zanieczyszczeń z transportu w europejskich miastach – raport
Autorzy i autorki raportu Health costs of air pollution in European cities and the linkage with transport szacują sumaryczny koszt szkód społecznych związanych z zanieczyszczeniami powietrza na podstawie koncentracji zanieczyszczeń, poziomu określonych zanieczyszczeń na danym terenie i ich spodziewanego wpływu na lokalnych mieszkańców. Polskie miasta zajmują najwyższe pozycje w wyliczeniach dla Europy.

### Koszty skutków ekspozycji ludzi na zanieczyszczenia powietrza*
W oparciu o wskaźniki ekonomiczne, oblicza się koszt takich konsekwencji ekspozycji na zanieczyszczenia, jak:
- zwiększone ryzyko śmierci,
- dni o mniej lub bardziej ograniczonej aktywności netto,
- dni nieobecności w pracy,
- zwiększone ryzyko śmierci noworodków,
- nowe przypadki chorób, np. nowotworów płuc lub przewlekłego zapalenia oskrzeli,
- pobyt w szpitalu w związku z objawami chorób układów oddechowego i sercowo-naczyniowego.

*Przedwczesna śmierć ludzi w wieku produkcyjnym ma wpływ na PKB – wiąże się ze stratą obywateli i obywatelek, którzy wykonują pracę, płacą podatki i konsumują dobra. Przewlekła choroba osób pracujących wiąże się z nieobecnością w pracy lub niezdolnością do pracy – wypłacaniem zasiłku oraz kosztami leczenia, bez własnego wkładu danej osoby do budżetu państwa.

## Autonomiczny transport towarów
Pojazd Nuro R2 został dopuszczony w lutym 2020 do ruchu w lokalnym transporcie towarów w Stanach Zjednoczonych.